# Franz von Bokay
Franz von Bokay, auch Ferencz Bokay oder Ferenc Bókai, (* 2. Januar 1906 in Budapest, Österreich-Ungarn; † November 1979 in Nashville, Tennessee, Vereinigte Staaten) war ein ungarischer Schauspieler.

## Leben
1923 schloss er sein Studium an der Schauspielschule von Kálmán Rózsahegyi ab. Von 1925 bis 1928 spielte er bei einer Theatergruppe in Bratislava. 1930 unterzeichnete er einen Vertrag am Theater in der Andrássy út. Von 1931 bis 1933 trat er im Vígszínház, 1934 am Operettentheater Budapest und 1935 am Royal-Revü-Theater auf. Von 1935 bis 1938 arbeitete er bei der UFA in Berlin. Dort übernahm er auch die Regie in einem Kurzfilm. Von 1939 bis 1940 spielte er erneut vor heimischem Publikum und verließ dann in den 1940er Jahren endgültig das Land.

## Filmografie
- 1935: Szerelmi álmok
- 1935: A csúnya lány
- 1935: Elnökkisasszony
- 1935: Szent Péter esernyője
- 1935: Eine Nacht an der Donau
- 1936: Engel mit kleinen Fehlern
- 1937: Karussell
- 1937: Mädchen für alles
- 1938: Der Tag nach der Scheidung
- 1938: Der Blaufuchs
- 1939: Wie werd’ ich bloß die Perle los?
- 1939: Nem loptam én életemben
- 1939: Hände hoch, Herr Kommissar
- 1940: A nőnek mindig sikerül
- 1940: Garszonlakás kiadó
- 1940: Férjet keresek
- 1940: Mindenki mást szeret